# Atletiek op de Middellandse Zeespelen 1959
Atletiek is een van de sporten die beoefend werden tijdens de Middellandse Zeespelen 1959 in Beiroet, Libanon. De atletiekwedstrijden werden beslecht in het Stade Camille Chamoun. Er waren 23 onderdelen, alle voor mannen.

## Uitslagen

#### Looponderdelen
| Event               | Goud                   | Goud      | Zilver                    | Zilver    | Brons                  | Brons     |
| ------------------- | ---------------------- | --------- | ------------------------- | --------- | ---------------------- | --------- |
| 100 m               | Abdoulaye Seye         | 10,3      | Paul Genevay              | 10,6      | Alain David            | 10,6      |
| 200 m               | Paul Genevay           | 20,9      | Nikolaos Georgopoulos     | 21,5      | Bernard Cahen          | 21,8      |
| 400 m               | Viktor Snajder         | 47,1      | Hassan El Din Ahmed Ragab | 48,3      | Vassilios Syllis       | 48,7      |
| 800 m               | Pierre-Yvon Lenoir     | 1.55,4    | Tomas Barris              | 1.55,8    | Evangelos Depastas     | 1.56,1    |
| 1500 m              | Tomas Barris           | 3.50,6    | Jean Clausse              | 3.51,8    | Evangelos Depastas     | 3.52,6    |
| 5000 m              | Robert Bogey           | 14.31,0   | Luis Garcia               | 14.32,6   | Carlos Pérez           | 14.45,0   |
| 10.000 m            | Hammoud Ameur          | 30.19,2   | Saïd Ben Mohamed Gerouani | 30.22,4   | Luis Garcia            | 30.24,2   |
| Marathon            | Bachir Benaïssa        | 2:24.14,8 | Miguel Navarro            | 2:27.27,8 | Mahmoud Abdelkrim      | 2:35.03,4 |
| 110 m horden        | Georgios Marsellos     | 14,5      | Marcel Duriez             | 14,5      | Emilio Campra          | 15,4      |
| 400 m horden        | Fahir Ozguden          | 53,4      | Mongi Zarrouki            | 54,1      | Abdel Mohamed Abdallah | 53,4      |
| 3000 m steeple      | Georgios Papavassiliou | 9.04,0    | Manuel Alonso             | 9.06,2    | Franc Hafner           | 9.09,6    |
| 20 km snelwand.     | Pierre Attane          | 1:43.16,6 | Stavros Hatzilaios        | 1:50.18,6 | niet uitgereikt        |           |
| 4 x 100 m estafette | Frankrijk              | 41,5      | Griekenland               | 41,7      | Spanje                 | 42,2      |
| 4 x 400 m estafette | Griekenland            | 3.15,0    | Frankrijk                 | 3.15,4    | Ver. Arabische Rep.    | 3.17,6    |

#### Veldonderdelen
| Event                | Goud                | Goud     | Zilver                | Zilver   | Brons                     | Brons    |
| -------------------- | ------------------- | -------- | --------------------- | -------- | ------------------------- | -------- |
| Hoogspringen         | Maurice Fournier    | 1,99 m   | Cetin Sahiner         | 1,96 m   | Michel Hermann            | 1,90 m   |
| Verspringen          | Ali Brakchi         | 7,59 m   | Dimosthénis Magglaras | 7,44 m   | Manuel Gonzalez           | 7,24 m   |
| Polsstokhoogspringen | Rigas Efstathiadis  | 4,10 m   | Fernando Adarraga     | 3,80 m   | Farid Hanna               | 3,80 m   |
| Hink-stap-springen   | Eric Battista       | 15,82 m  | Marc Rabemila         | 15,47 m  | Mahmoud Atef Abdel Fattah | 15,04 m  |
| Kogelstoten          | Georgios Taskanikas | 16,97 m  | Antonios Kounadis     | 15,12 m  | Chebel Hassan Farag       | 14,95 m  |
| Hamerslingeren       | Kremisir Racic      | 62,26 m  | Frangiskos Politis    | 55,44 m  | Andreas Kouvelogiannis    | 53,31 m  |
| Speerwerpen          | Léon Syrovatsky     | 74,10 m  | Bozidar Miletic       | 73,80 m  | Myron Anifantakis         | 68,80 m  |
| Discuswerpen         | Antonios Kounadis   | 55,02 m  | Dako Radosevic        | 54,01 m  | Giorgios Tsakanikas       | 47,88 m  |
| Tienkamp             | Joze Brodnik        | 6581 ptn | Georgios Marsellos    | 5908 ptn | Mohamed Saïd Zaki         | 5816 ptn |

## Medaillespiegel
| Plaats | Land                          | Goud | Zilver | Brons | Totaal |
| 1      | Frankrijk                     | 11   | 5      | 3     | 19     |
| 2      | Griekenland                   | 6    | 7      | 6     | 19     |
| 3      | Joegoslavië                   | 3    | 2      | 1     | 6      |
| 4      | Spanje                        | 1    | 5      | 5     | 11     |
| 5      | Marokko                       | 1    | 1      | 0     | 2      |
| 5      | Turkije                       | 1    | 1      | 0     | 2      |
| 7      | Verenigde Arabische Republiek | 0    | 1      | 7     | 8      |
| 8      | Tunesië                       | 0    | 1      | 0     | 1      |
| Totaal | Totaal                        | 23   | 23     | 22    | 68     |

1951 · 1955 · 1959 · 1963 · 1967 · 1971 · 1975 · 1979 · 1983 · 1987 · 1991 · 1993 · 1997 · 2001 · 2005 · 2009 · 2013 · 2018 · 2022
Atletiek · Basketbal · Boksen · Gewichtheffen · Gymnastiek · Paardensport · Schermen · Schietsport · Schoonspringen · Voetbal · Volleybal · Waterpolo · Wielersport · Worstelen · Zeilen · Zwemmen